# 与論町立那間小学校
与論町立那間小学校（よろんちょうりつ なましょうがっこう）は、鹿児島県大島郡与論町大字那間にある町立小学校である。

## 進学先中学校
- 与論町立与論中学校